# Rückenschwimmen

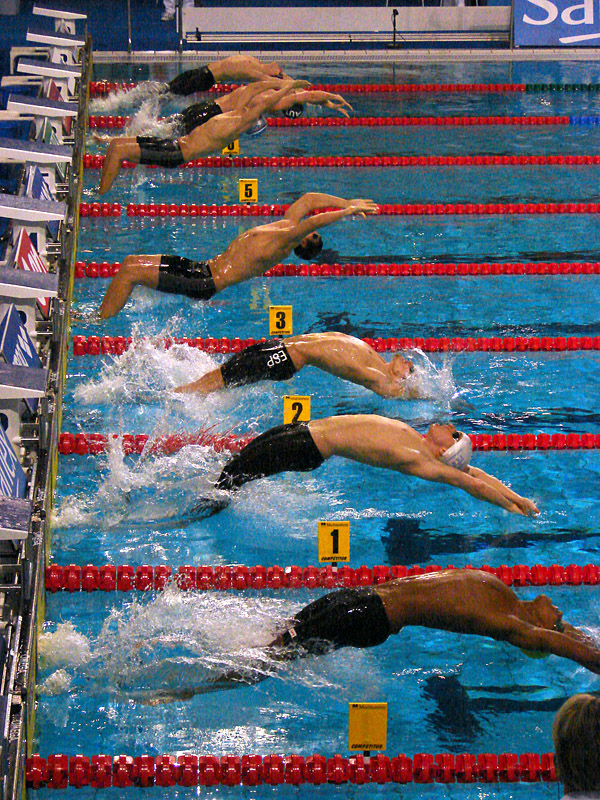
Startphase im Rückenschwimmen

Das Rückenschwimmen ist eine Schwimmart, die in Rückenlage ausgeführt wird.
Im Schwimmsport gibt es, außer zur Ausführung in der Rückenlage und der Ausführung der Wende, keine weiteren Bedingungen zur Ausführung dieser Technik.

## Entwicklung
Historisch hat sich der Bewegungsablauf von der Ausführung mit beiderseits gleichzeitigem Armzug und Brust-Beinschlag (bekannt als „Altdeutsch-Rücken“) zu einem Wechselarmzug mit Wechselbeinschlag (ähnlich dem Kraulschwimmen, auch bekannt als „Rückenkraulen“) gewandelt. Durch den gleichmäßigeren Vorschub sind höhere Geschwindigkeiten möglich. Das Rückenkraulen wird heute durchgängig im Wettkampfsport angewendet, die Alt-Deutsche-Variante nur noch in wenigen Fällen beim Mastersschwimmen und als aktive Erholungs-Übung im Training. Weitere Rückenschwimm-Varianten finden beim Rettungsschwimmen Anwendung.

## Bewegungsbeschreibung „Rückenkraul“
Beim Rückenschwimmen wird der Armzug wechselseitig ausgeführt, wobei die Arme über dem Kopf ins Wasser eintauchen, unter Wasser zum Körper in Richtung der Beine geführt werden und oberhalb der Wasseroberfläche wieder zurück. Um eine möglichst hohe Effizienz zu erreichen, wird der Arm unter Wasser nicht gerade, sondern abgeknickt geführt, da man im gebeugten Arm mehr Kraft hat (sogenannte Ellenbogen-vorn-Haltung). Alternativ kann der wechselseitige Armzug auch durch eine sanfte Auf- und Abbewegung der Hände und Unterarme ersetzt werden. Die Oberarme werden dabei ausgestreckt an der Körperseite gehalten. Bei beiden Varianten besteht der Beinschlag, wie beim Kraulschwimmen, aus abwechselnden Auf- und Abbewegungen der Beine aus der Hüfte heraus. Ein starker Beinschlag beim Rückenschwimmen stabilisiert die Lage im Wasser.

## Wettkampfregeln

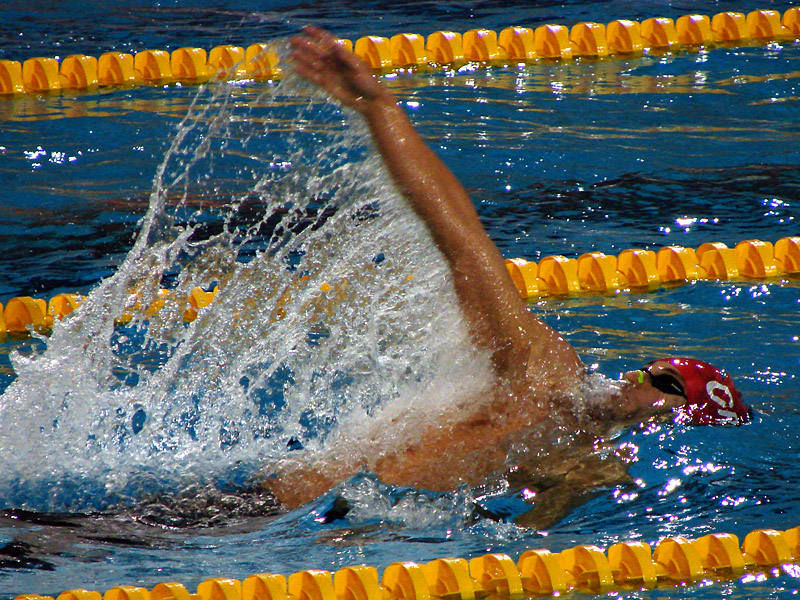
Rückenschwimmen in der Bahn

Die FINA-Wettkampfregeln besagen für diese Schwimmtechnik, dass beim Startsignal und bei jeder Wende in Rückenlage abgestoßen und während des ganzen Wettkampfes auf dem Rücken geschwommen werden muss. Außer bei der Wende ist eine Rollbewegung des Körpers um nicht mehr als 90 Grad aus der Normallage heraus erlaubt; die Haltung des Kopfes ist nicht ausschlaggebend. Ferner muss ein Teil des Schwimmers während des gesamten Wettkampfes die Wasseroberfläche durchbrechen.
Es ist dem Schwimmer jedoch gestattet, während der Wende sowie für eine Strecke von 15 Metern nach dem Start und nach jeder Wende völlig untergetaucht zu sein. An diesem Punkt muss der Kopf die Wasseroberfläche durchbrochen haben. Bei der Wende muss der Schwimmer die Wand mit einem beliebigen Teil seines Körpers berühren. Während der Wende dürfen die Schultern über die Horizontale in die Brustlage gedreht werden. Sobald der Körper die Rückenlage verlassen hat, muss unverzüglich die kontinuierliche Wendenausführung erfolgen. Das heißt, dass der Schwimmer entweder einen ununterbrochenen Armzug oder einen sogenannten simultanen Doppelarmzug (beide Arme werden gleichzeitig gezogen) durchführen darf. Sobald der Armzug des Schwimmers beendet ist, muss er die Wende einleiten oder die Wand berühren. Der Schwimmer muss in die Rückenlage zurückgekehrt sein, wenn er die Beckenwand verlässt. Alternativ dazu kann auch eine Tellerwende ausgeführt werden.
Beim Zielanschlag muss sich der Schwimmer in Rückenlage befinden. Allerdings braucht der Körper während des Anschlags nicht mehr über Wasser zu sein.